# Arverio Deutschland
Die Arverio Deutschland GmbH (ADE) ist ein Eisenbahnverkehrsunternehmen im Konzern der Österreichischen Bundesbahnen (ÖBB) mit Sitz in Stuttgart. Das Unternehmen wurde im Januar 2014 unter dem Namen Go-Ahead Verkehrsgesellschaft Deutschland GmbH (GAVD) in Berlin als Tochterunternehmen des Go-Ahead-Konzerns gegründet und am 1. Februar 2024 von der ÖBB-Personenverkehr übernommen. Es führt durch die beiden Tochterunternehmen Arverio Baden-Württemberg und Arverio Bayern in Süddeutschland Schienenpersonennahverkehrsleistungen durch.

## Geschichte
Das britische Unternehmen Go-Ahead gewann Ende 2015 die Ausschreibung der Nahverkehrsgesellschaft Baden-Württemberg (NVBW) über den Betrieb der beiden Teilnetze 1b „Rems-Fils“ (Los 2) und 1c „Franken-Enz“ (Los 3) für den Zeitraum von Juni 2019 bis 2032. Zusätzlich gewann Go-Ahead das Netz 3a (Murrbahn). Der Verkehrsvertrag wurde am 16. Februar 2018 unterzeichnet, für den Zeitraum Dezember 2019 bis Ende 2032. Alle drei Netze wurden der Tochtergesellschaft Go-Ahead Baden-Württemberg übertragen.
Go-Ahead beabsichtigte, sich an der im November 2017 gestarteten Ausschreibung für das Netz Elbe-Spree zu beteiligen. Die Entscheidung über diese Ausschreibung war Anfang 2019 gefallen. Den Zuschlag auf die ausgeschriebenen Lose erhielten die Konkurrenten DB Regio Nordost und Ostdeutsche Eisenbahn GmbH (ODEG).
Go-Ahead erbrachte ab Dezember 2022 in Deutschland Verkehrsleistungen von rund 20 Millionen Zugkilometern pro Jahr. Nach teils massiven Problemen auf der Frankenbahn in Baden-Württemberg teilte Go-Ahead am 8. Juni 2020 die Ablösung des Geschäftsführers Stefan Krispin zum 12. Juni 2020 mit. Die Ablösung betraf auch die beiden Betriebsgesellschaften in Baden-Württemberg und Bayern. Übergangsweise wurde die Geschäftsführung durch Elodie Brian sowie Charles Hodgson ausgeübt. In das neue Führungsteam kamen Fabian Amini als CEO, Arno Beugel als COO und Stefanie Petersen als CFO.
Im Sommer 2022 wurde die britische Muttergesellschaft von Investoren übernommen. Sie verkaufte am 12. Oktober 2023 Go-Ahead Deutschland an das Eisenbahnunternehmen ÖBB-Personenverkehr. Die Europäische Kommission teilte nach der wettbewerbsrechtlichen Prüfung am 18. Januar 2024 mit, keine Bedenken gegen die Übernahme zu haben. Am 1. Februar 2024 wurde die Übernahme vollzogen.
Am 10. Juli 2024 wurde bekanntgegeben, dass der Markenname Go-Ahead durch Arverio ersetzt wird: die Unternehmen heißen nun Arverio Deutschland GmbH, Arverio Baden-Württemberg und Arverio Bayern. Der Name wurde vom keltischen Gott der Wege Arvernus abgeleitet. Zur Stärkung des „Fokus auf den süddeutschen Markt“ wurde zugleich der Sitz von Berlin nach Stuttgart verlegt.

### Arverio Baden-Württemberg

Logo Arverio Baden-Württemberg

Ehemaliges Logo Go-Ahead Baden-Württemberg

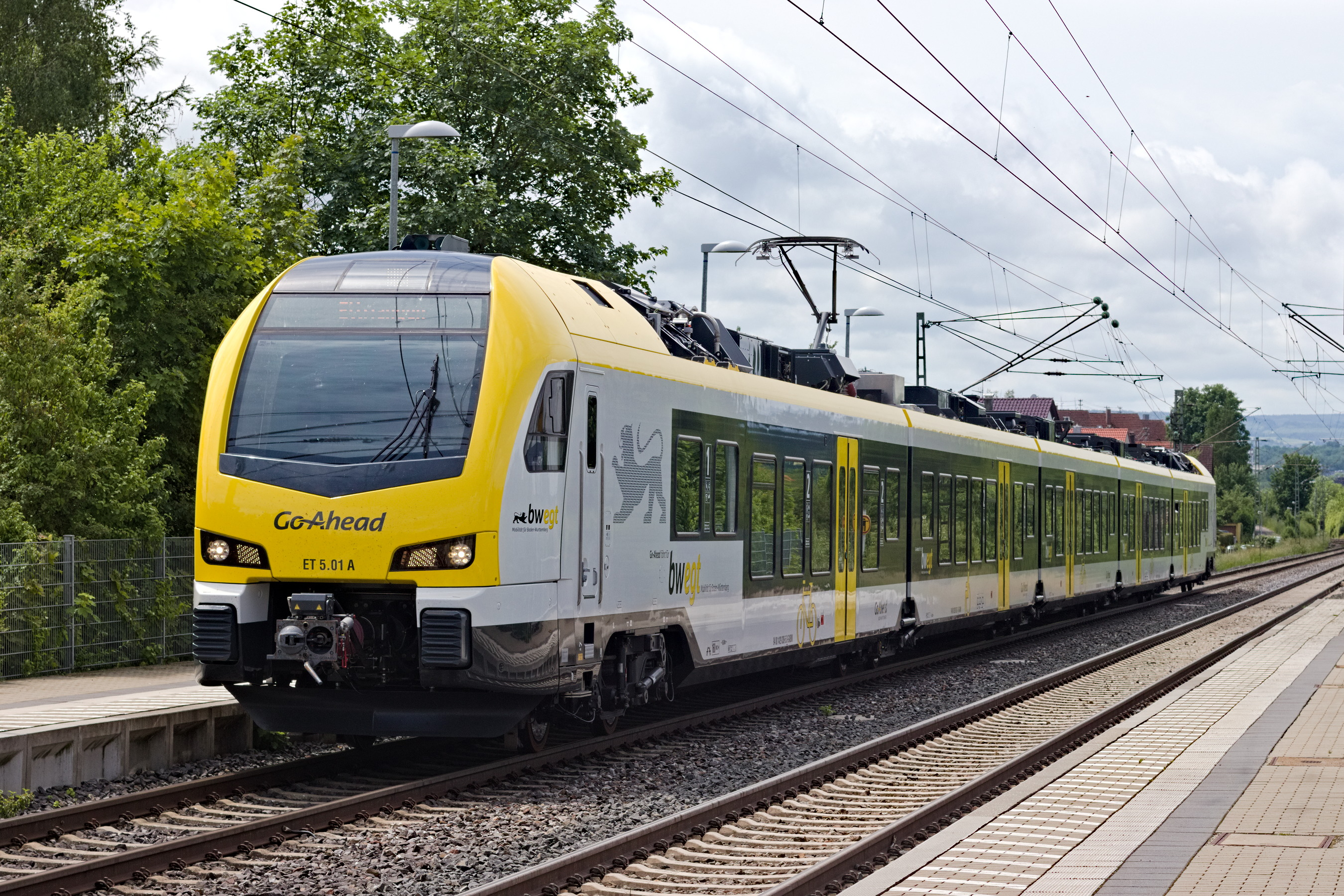
Stadler Flirt von Go-Ahead auf Fahrt nach Ellwangen

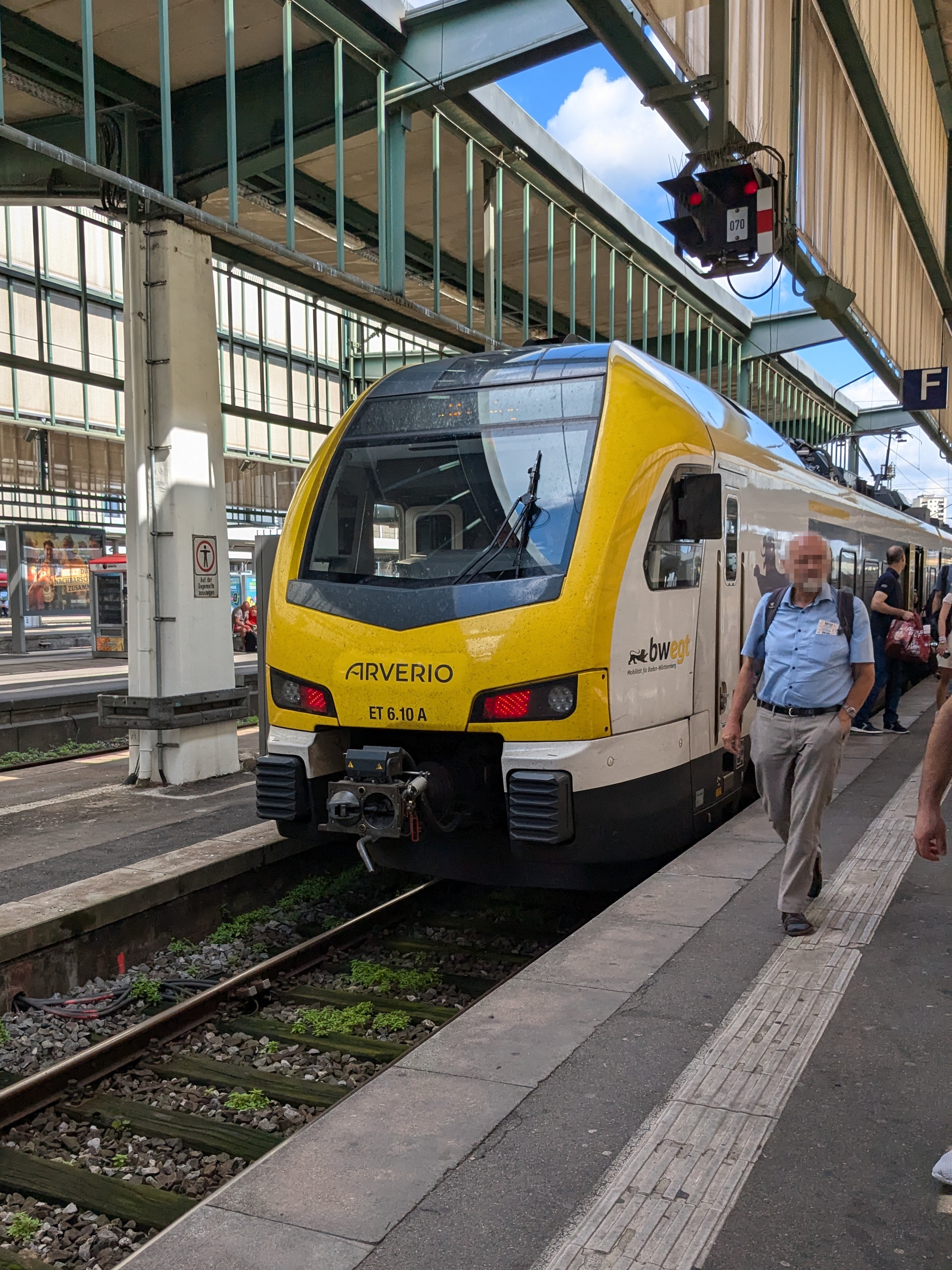
Flirt 3 von Arverio Baden-Württemberg

Für die Aktivitäten in Baden-Württemberg wurde am 10. April 2017 die Betriebsgesellschaft Go-Ahead Baden-Württemberg GmbH (kurz GABW), seit Juli 2024 Arverio Baden-Württemberg GmbH (ABW), mit Sitz in Stuttgart gegründet. Als europäische Fahrzeughalterkennzeichnung wird GABW verwendet.
Die Instandhaltung der Züge erfolgt in einem neuen Betriebswerk am Bahnhof Essingen (bei Aalen). Zusammen mit dem Bau einer Waschanlage und einzelner Gleise waren Investitionen von 17 Millionen Euro vorgesehen. Für deren Bau und Betrieb wurde im Dezember 2016 die Go-Ahead Facility GmbH gegründet. Nach einem im Mai 2017 geschlossenen Vertrag soll Stadler die Wartung zunächst für 13½ Jahre übernehmen. Der Planfeststellungsbeschluss des Regierungspräsidiums Stuttgart erging am 18. Dezember 2017. Nun sollten 19 Millionen Euro investiert werden. Die Bauarbeiten sollten im Mai 2019 abgeschlossen werden, damals fehlte aber noch die Waschanlage. In Essingen befindet sich auch die Leitstelle Baden-Württemberg.
Das Unternehmen erhielt am 4. September 2017 den Zuschlag für den Betrieb des baden-württembergischen Netzes 3a „Murrbahn“ (Stuttgart – Schwäbisch Hall-Hessental – Crailsheim – Nürnberg) im Zeitraum von Dezember 2019 bis Dezember 2032. Am 16. Februar 2018 wurden dafür die 1,38 Millionen Zugkilometer pro Jahr umfassenden Verkehrsverträge mit der NVBW und der Bayerischen Eisenbahngesellschaft mbH (BEG) unterzeichnet. Als Fahrzeuge werden 11 dreiteilige Stadler Flirt3 XL verwendet, die auf eine Bahnsteighöhe von 76 cm angepasst sind. Am 6. September 2017 wurde der Auftrag an Stadler Rail vergeben. Die dreiteiligen Fahrzeuge haben gegenüber den Flirt der Stuttgarter Netze längere Wagenkästen und sind mit breiteren Einstiegstüren ausgestattet.
Im Mai 2019 erteilte das Eisenbahn-Bundesamt die Inbetriebnahmegenehmigungen für die drei- bis sechsteiligen Flirt-Triebzüge der ersten Inbetriebnahmestufe im Stuttgarter Netz.
Beim Einsatz ab 9. Juni 2019 gab es zahlreiche technische Probleme; zudem war die Zeit zu kurz gewesen, um ausreichend Personal zu schulen. Es gab zahlreiche Verspätungen und Zugausfälle. Einzelne Leistungen wurden von DB Regio übernommen. Ab Oktober 2019 stabilisierte sich die Situation.
Im Mai 2020 wurde bekannt, dass das Verkehrsministerium unter Kooperation von Go-Ahead für die Frankenbahn befristet auf zwei Jahre die Übergabe an einen neuen Betreiber erwägt.
Im September 2020 teilte das Verkehrsministerium mit, dass angesichts der erzielten Verbesserungen davon Abstand genommen werde.

### Arverio Bayern

Logo Arverio Bayern

Ehemaliges Logo Go-Ahead Bayern

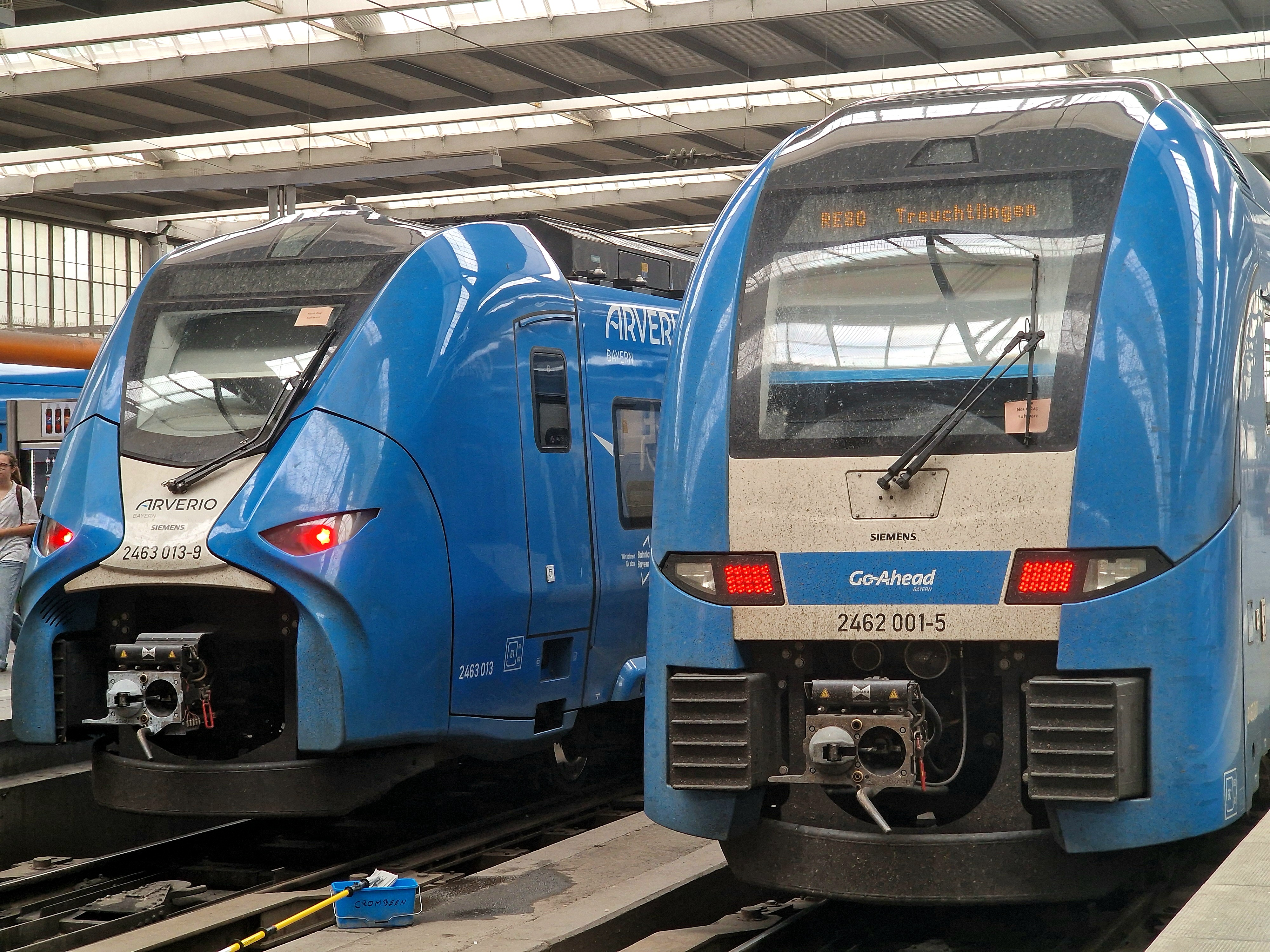
Züge der Arverio Bayern GmbH mit dem neuen Arverio-Logo (links) und dem alten GoAhead-Logo (rechts).

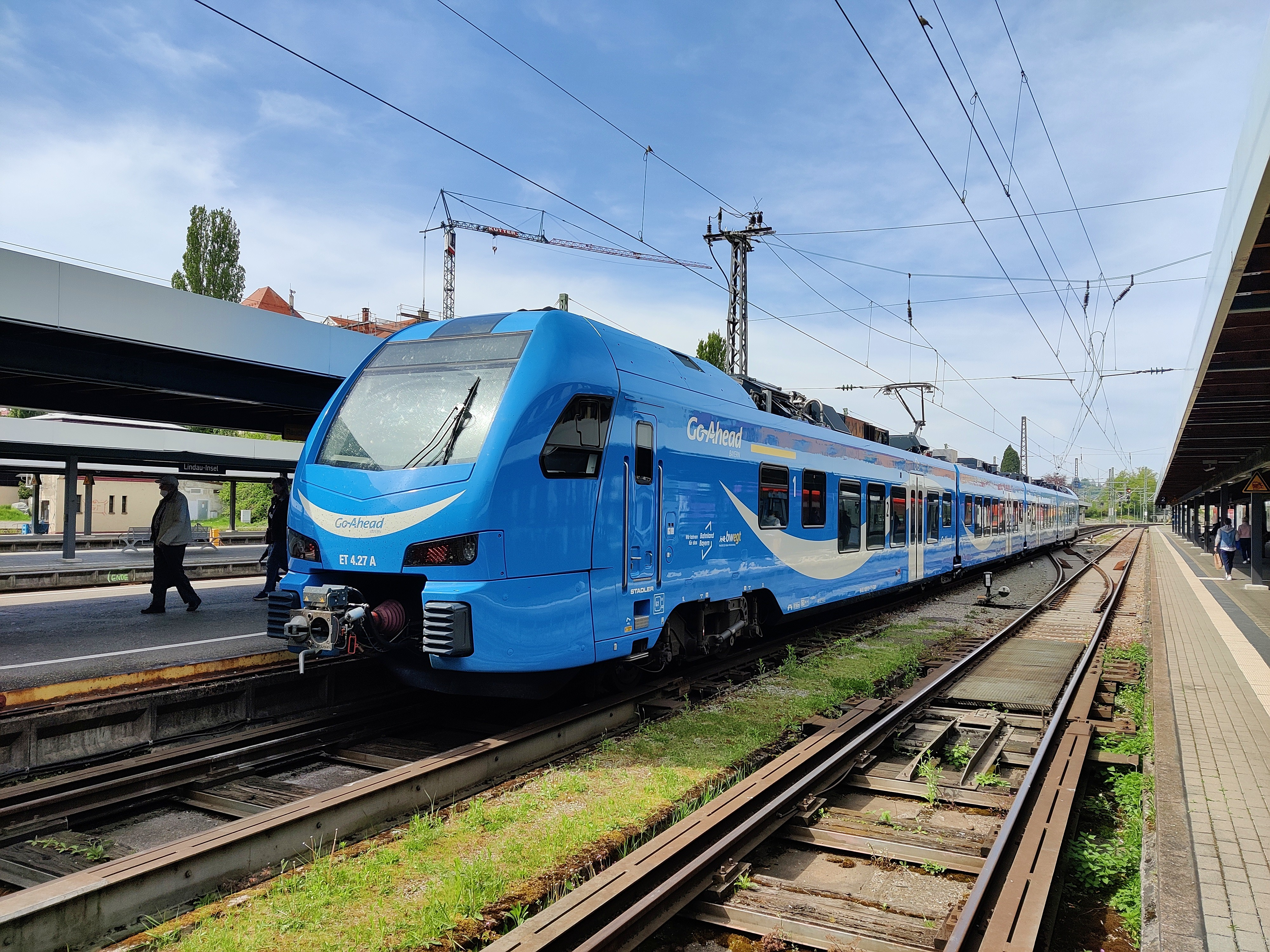
Stadler Flirt im Bahnhof Lindau-Insel

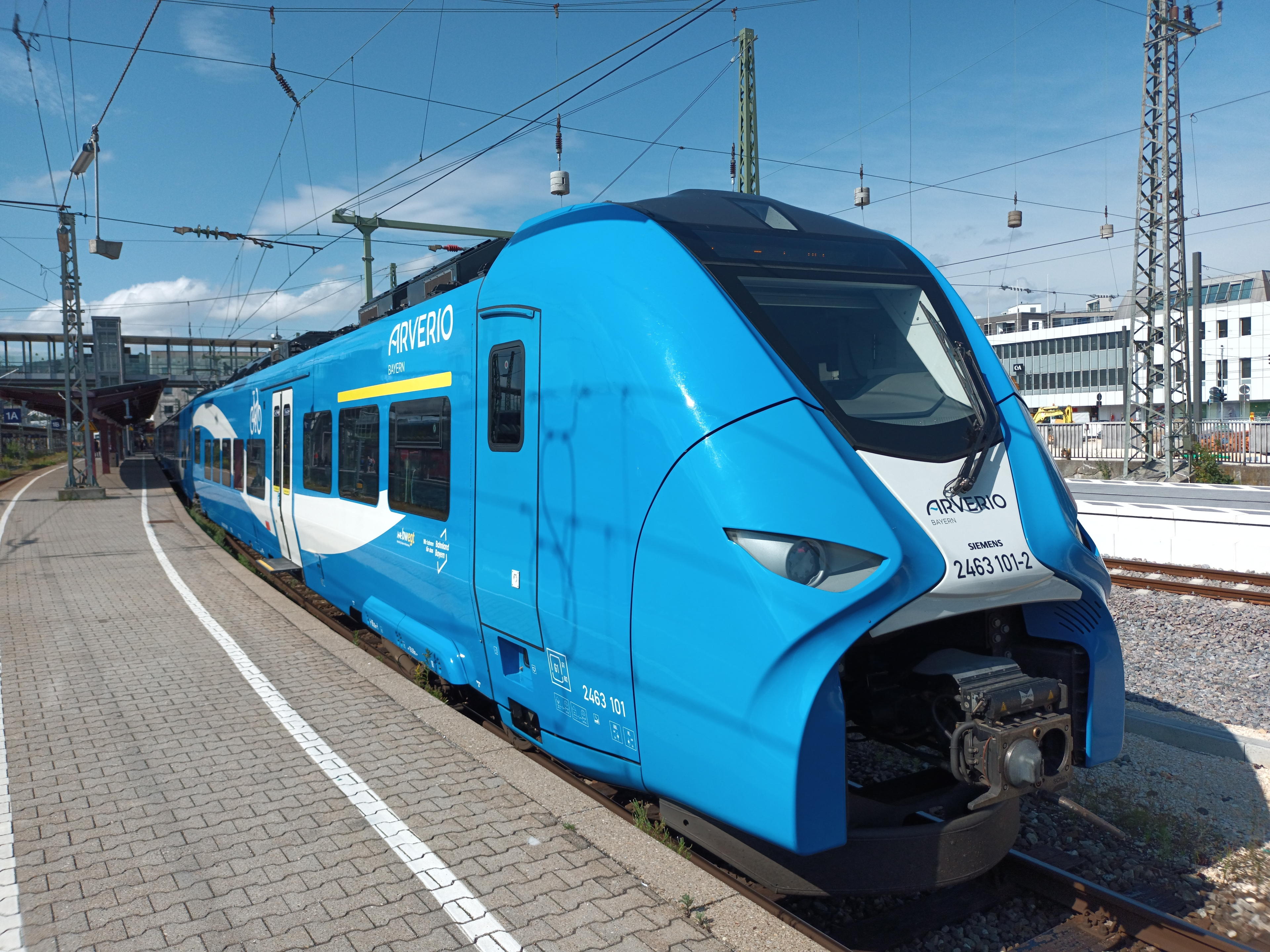
Siemens Mireo in Ulm Hauptbahnhof

Am 3. August 2018 erhielt Go-Ahead einen weiteren Betreiberzuschlag im „Elektronetz Allgäu“. Von Dezember 2021 bis Dezember 2033 ist das Unternehmen auf der Linie München – Buchloe – Memmingen – Kißlegg – Hergatz – Lindau Insel – Lindau-Reutin mit Neufahrzeugen vom Typ Stadler Flirt 3 unterwegs.
Am 7. Dezember 2018 erhielt Arverio von der BEG (Bayerische Eisenbahngesellschaft) den Zuschlag für das Los 1 der Augsburger Netze. Das Los 1 umfasst die Achsen Ulm – Augsburg – München, Würzburg – Ansbach – Treuchtlingen – Donauwörth – Augsburg und Aalen – Nördlingen – Donauwörth.
Für die beiden Verkehrsverträge im Freistaat Bayern wurde am 21. März 2019 die Betriebsgesellschaft Go-Ahead Bayern GmbH (kurz GABY), später Arverio Bayern GmbH (ABY), mit Sitz in Augsburg gegründet und im Juli 2019 ein Büro in der Augsburger Innenstadt bezogen.
Ein Wartungsstützpunkt wurde nördlich des Bahnhofs Gablingen im Gewerbegebiet Langweid-Foret gebaut und bis Ende 2022 vom (zur russischen Transmashholding gehörenden) Unternehmen TMH Germany betrieben.
Nach dem Beginn des russischen Überfalls auf die Ukraine übernahm die neu gegründete Euco Rail AG die Werkstatt, das Management und die Belegschaft von TMH Germany. Zur Wartung von 78 Triebzügen wurde ein langfristiger Vertrag abgeschlossen. Die europäische Fahrzeughalterkennzeichnung für Arverio Bayern ist GABY.
Mit dem Betrieb der Fahrkartenautomaten und Fahrkartenentwerter (zuvor standen DB Automaten und Entwerter) wurde Transdev Vertrieb beauftragt. An Bahnhöfen entlang der Strecken wurden dazu auch eigene Fahrkartenautomaten und Fahrscheinentwerter aufgestellt und ersetzten die DB-Automaten und -Entwerter.

## Gewonnene Ausschreibungen
Das Unternehmen hat die folgenden Ausschreibungen gewonnen:
| Netz                     | KBS     | Linie             | Zuglauf                                                                       | Leistungsumfang (Zugkilometer pro Jahr) | Vertragslaufzeit      |
| ------------------------ | ------- | ----------------- | ----------------------------------------------------------------------------- | --------------------------------------- | --------------------- |
| 1b Rems-Fils *           | 786     | MEX 13            | Stuttgart – Schorndorf – Aalen – Ellwangen – Crailsheim                       | 4,8 Millionen                           | Juni 2019 – Dez. 2032 |
| 1b Rems-Fils *           | 750     | MEX 16            | Stuttgart – Plochingen – Süßen – Amstetten – Ulm                              | 4,8 Millionen                           | Juni 2019 – Dez. 2032 |
| 1c Franken-Enz *         | 770/786 | RE 1              | Karlsruhe – Pforzheim – Mühlacker – Stuttgart – Schorndorf – Aalen            | 4,5 Millionen                           | Juni 2019 – Dez. 2032 |
| 1c Franken-Enz *         | 780     | RE 8              | Stuttgart – Bietigheim-Bissingen – Heilbronn – Osterburken – Lauda – Würzburg | 4,5 Millionen                           | Juni 2019 – Dez. 2032 |
| 3a Murrbahn              | 785     | RE 90             | Stuttgart – Backnang – Schwäbisch Hall-Hessental – Crailsheim – Nürnberg      | 1,5 Millionen                           | Dez. 2019 – Dez. 2032 |
| E-Netz Allgäu            | 970     | RE 72 RB 92 RE 96 | München – Buchloe – Memmingen – Lindau-Reutin                                 | 2,7 Millionen                           | Dez. 2021 – Dez. 2033 |
| Augsburger Netze (Los 1) | 910/980 | RE 80 RB 87       | Würzburg – Ansbach – Treuchtlingen – Donauwörth – Augsburg                    | 7,6 Millionen                           | Dez. 2022 – Dez. 2034 |
| Augsburger Netze (Los 1) | 980     | RE 9 RB 86        | Ulm – Dinkelscherben – Augsburg – München                                     | 7,6 Millionen                           | Dez. 2022 – Dez. 2034 |
| Augsburger Netze (Los 1) | 989     | RE 89 RB 89       | Aalen – Nördlingen – Donauwörth – Augsburg – München                          | 7,6 Millionen                           | Dez. 2022 – Dez. 2034 |

0* staffelweise Inbetriebnahme der Linien dieses Netzes zwischen Juni und Dezember 2019

## Fahrzeuge
Im Mai 2016 bestellte die Go-Ahead Deutschland GmbH für die Lose im Stuttgarter Netz bei Stadler Pankow 45 Stadler Flirt 3, die mit Steckdosen und Intrain-Repeatern ausgestattet sind. Gleiches gilt für die Stadler Flirt 3XL-Fahrzeuge im Netz 3a. In allen wird ein Internetzugang über WLAN zur Nutzung durch Fahrgäste angeboten. Sie erhalten je einen Erste-Klasse-Bereich mit jeweils 9 Sitzplätzen (Flirt 3 XL: 8 Sitzplätze) und enthalten 155, 207, 263 bzw. 319 Sitzplätze der zweiten Klasse (Flirt 3 XL: 202). Für das Los 2 wurden 11 dreiteilige und 15 fünfteilige Triebzüge bestellt sowie 9 vierteilige und 10 sechsteilige für das Los 3. Alle Fahrzeuge sind für den Einbau von ETCS vorbereitet, die Fahrzeuge für das Teilnetz „Franken-Enz“ sind zudem mit LZB ausgerüstet. Im Dezember 2016 wurde die ursprüngliche Bestellung um zwei drei-, vier fünf- und vier sechsteilige Triebzüge erhöht, um für beide Lose eine größere Sitzplatzkapazität anbieten zu können. Für die nachbestellten Züge war eine Fertigstellung zur Betriebsaufnahme im Juni 2019 nicht möglich. Alle Fahrzeuge der Go-Ahead Baden-Württemberg wurden über das Baden-Württemberg-Modell der Landesanstalt Schienenfahrzeuge Baden-Württemberg finanziert und im Landesdesign der Nahverkehrsgesellschaft Baden-Württemberg gestaltet.
Für Los 1 der Augsburger Netze hatte Go-Ahead Deutschland 12 fünfteilige Siemens Desiro HC und 44 dreiteilige Siemens Mireo bestellt. Die Elektrotriebzüge im Wert von 389 Millionen Euro werden über eine Laufzeit von 27 Jahren geleast. Beide Fahrzeugtypen sind untereinander flexibel kuppelbar, um optimal auf die Nachfrage reagieren zu können.
| Netz                     | Stadler Flirt 3 | Stadler Flirt 3 | Stadler Flirt 3 | Stadler Flirt 3 | Stadler Flirt 3 | Siemens   | Siemens   | Gesamt |
| Netz                     | 3-teilig        | 4-teilig        | 5-teilig        | 6-teilig        | XL              | Mireo     | Desiro HC | Gesamt |
| ------------------------ | --------------- | --------------- | --------------- | --------------- | --------------- | --------- | --------- | ------ |
| 1b Rems-Fils             | 13              | –               | 19              | –               | –               | –         | –         | 032    |
| 1c Franken-Enz           | –               | 09              | –               | 14              | –               | –         | –         | 023    |
| 3a Murrbahn              | –               | –               | –               | –               | 11              | –         | –         | 011    |
| E-Netz Allgäu            | –               | 22              | –               | –               | –               | –         | –         | 022    |
| Augsburger Netze (Los 1) | –               | –               | –               | –               | –               | 44        | 12        | 056    |
| Insgesamt                | Insgesamt       | Insgesamt       | Insgesamt       | Insgesamt       | Insgesamt       | Insgesamt | Insgesamt | 144    |

## Kritik
Go-Ahead stand wegen etlicher Mängel immer wieder in der Kritik. Insbesondere zur Betriebsaufnahme in Baden-Württemberg richtete sich die Kritik unter anderem auf ausgefallene oder überfüllte Züge, Personalmangel aufgrund von Fehlplanung, technische Störungen und eine unzuverlässige Informationsweitergabe an die Fahrgäste. Auf Bestreben des Landrates des Rems-Murr-Kreises, Richard Sigel, entschädigte das Verkehrsministerium Baden-Württemberg Pendler wegen ausgefallener und ungenügender Leistungen. Die Fahrgäste erhielten auf Antrag eine einmalige Entschädigung, die dem Gegenwert einer Monatskarte oder einer Abo-Rate entsprach.
Beim Betreiberwechsel von DB Regio zu Go-Ahead wurde am 28. Februar 2019 ein Kooperationsvertrag des bisherigen und des neuen Streckenbetreibers geschlossen. Durch eine Zusammenarbeit mit der DB Regio fuhren teilweise Lokomotivführer im Auftrag der Go-Ahead, um den Personalmangel abzufedern. Im Jahr 2020 konnte so auf der Linie Stuttgart – Schwäbisch Gmünd – Aalen – Crailsheim eine Pünktlichkeit von 93,5 % erreicht werden. Dies ist ein besseres Ergebnis als beim vorherigen Betreiber, der DB Regio Baden-Württemberg, aber noch nicht die geforderte Pünktlichkeit des Landes Baden-Württemberg. Das Verkehrsministerium Baden-Württemberg zog am 8. Februar 2021 eine positive Bilanz des SPNV seit den Betriebsaufnahmen im Jahr 2019, auch für die von Go-Ahead Baden-Württemberg betriebenen Linien. Zwischenzeitlich konnte Go-Ahead Baden-Württemberg den Zugverkehr stabilisieren.
Go-Ahead Bayern nahm Ende 2021 den Betrieb auf der Strecke im E-Netz Allgäu erfolgreich auf und konnte auch dort gute Pünktlichkeits- und Zufriedenheitswerte erzielen. Bei der Betriebsaufnahme der Strecken des Augsburger Netzes im Dezember 2022 gab es massive Probleme: Zugausfälle und Verspätungen von mehr als einer Stunde. Der Fahrplan wurde daraufhin erheblich zusammengestrichen. Der Grund waren Störungen an den Fahrzeugen und nicht funktionierende Kupplungen, so dass eine Zeit lang nur in Einfach-Traktion gefahren wurde. Erst im Januar 2023 konnte ein weitgehend normaler Fahrplan gefahren werden. Auf der Strecke Aalen–Donauwörth betrieben DB Regio sowie die Weser Ems Eisenbahn als Subunternehmen den Verkehr und erst ab Mitte 2023 konnte Go-Ahead Bayern alle Zugleistungen selbst fahren.
Im weiteren Verlauf des Jahres 2023 kam es weiterhin zu massiven Zugausfällen und Störungen im Augsburger Netz, vor allem der Linie Bahnstrecke Treuchtlingen–Würzburg. Im Mai beauftragte Go-Ahead den Subunternehmer Wedler Franz Logistik (WFL), die Betreuung der Linie RE80 auf der Strecke Treuchtlingen–Würzburg zu unterstützen, da Go-Ahead seit der Betriebsaufnahme im Augsburger Netz nicht genügend Lokführer für einen ordnungsgemäßen Betriebsablauf einstellen konnte. Im darauffolgenden Monat konnte Go-Ahead für wenige Tage nur einen Sonderfahrplan anbieten, der die Fahrpläne der Linien RE80, RE9, RE89, RB86, RB87 und RB89 erheblich einschränkte. Als Grund hierfür gab das Unternehmen sehr hohe Krankenstände im Personal, eine hohe Anzahl an defekten Triebwägen und Streckenstörungen an. Daraufhin forderte die Bayerische Eisenbahngesellschaft das Unternehmen zur Vorlage eines Sofortmaßnahmenpaketes auf, um eine vertragsgemäße Erfüllung des Verkehrsvertrages zu gewährleisten. Im September stellte Go-Ahead ein Maßnahmenpaket vor, demzufolge das Unternehmen die Anstrengungen bei Rekrutierung und Personalausbildung ausweitete. Dieses Paket entstand unter größer werdendem politischen Druck, nachdem die Stadt Gunzenhausen gemeinsam mit dem bayerischen Landtagsabgeordneten Alfons Brandl eine Beschwerde beim Bayerischen Staatsministerium für Wohnen, Bau und Verkehr eingereicht hatten.
Bei Arverio Bayern konnte der Betrieb inzwischen weitgehend stabilisiert werden, soweit es hochbelastete eingleisige Streckenabschnitte und teilweise überlastete Knotenbahnhöfe erlauben. Generell hat Arverio, wie die Bahnbranche insgesamt, mit der veralteten, störanfälligen und überlasteten Schieneninfrastruktur und häufig zu kurzfristig angekündigten Baustellen zu kämpfen. Um dem bundesweit vorhandenen Fachkräftemangel bei Lokführern zu begegnen, hat Arverio eine eigene Triebfahrzeugführer-Akademie gegründet.